# El Universal (México)
El Universal é um jornal mexicano fundado em 1916, período da Revolução Mexicana. Distribuído totalmente em castelhano, pertence à Compañía Periodística Nacional. Tem uma tiragem de 180.000 exemplares diários, o que o torna um dos jornais de maior circulação do país. 
Entre os seus colaboradores estão membros de todos os espectros políticos do México. Actualmente atua também em televisão, rádio e através da Internet.